# Hodinový hotel

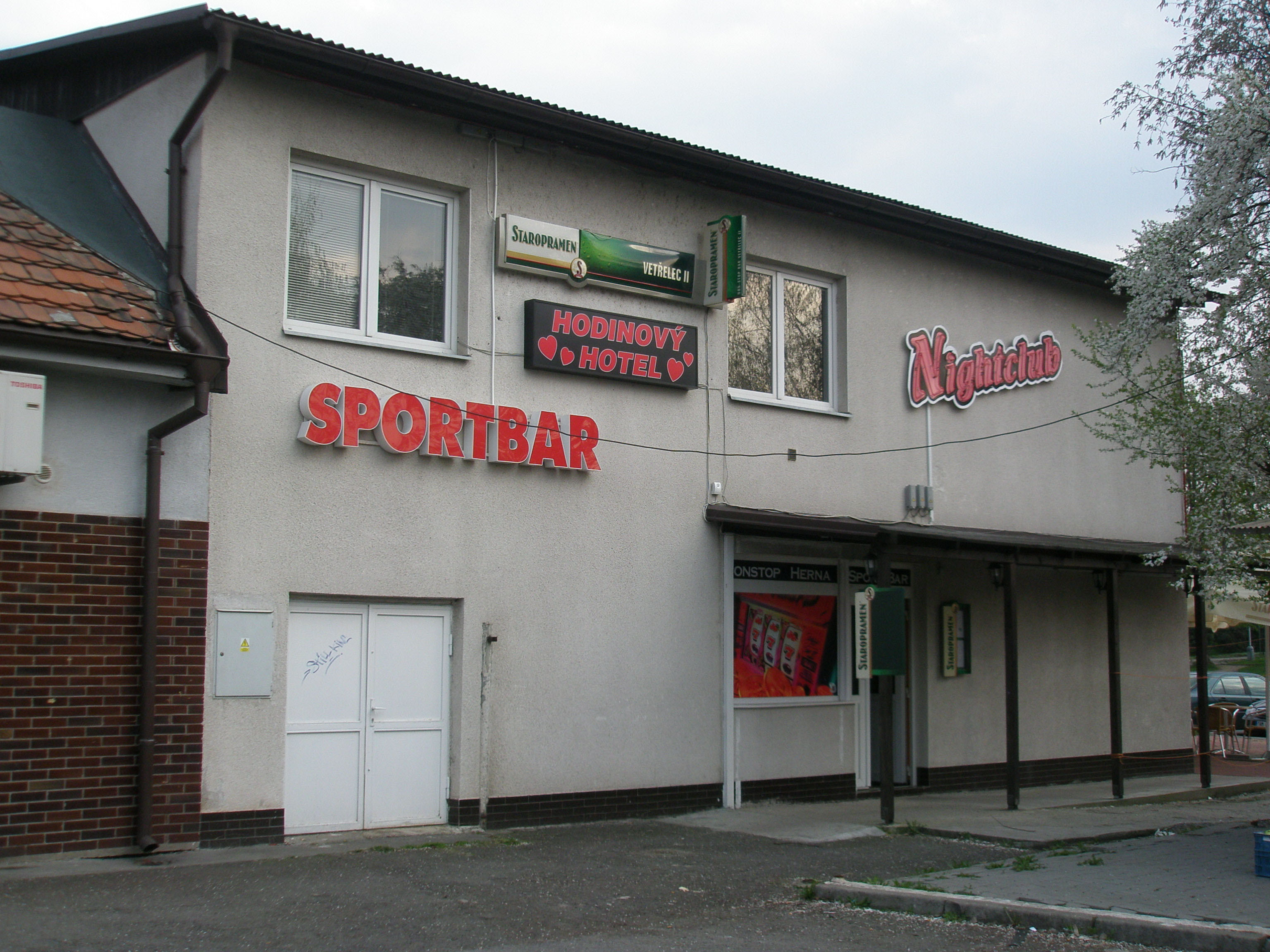
Hodinový hotel v Praze-Chodově

Hodinový hotel je speciální hotel s možností krátkodobého pronájmu pokojů, obvykle pro milence nebo pro prostitutku a jejího zákazníka; nepřesně se používá i pro nevěstince, tj. podniky, které prostituci samy provozují.
Hodinový hotel je též hit skupiny Mňága a Žďorp z debutového alba Made in Valmez (1990).